# Tellervo gelo
Tellervo gelo är en fjärilsart som beskrevs av Waterhouse och Charles Lyell 1914. Tellervo gelo ingår i släktet Tellervo och familjen praktfjärilar. Inga underarter finns listade i Catalogue of Life.